# 卡薩羅馬 (多倫多社區)
卡薩羅馬（英語：Casa Loma）是加拿大安大略省多倫多的一個社區，以著名的卡薩羅馬城堡命名。社區的北邊是聖卡拉西路（St. Clair Avenue West），東邊是士巴丹拿道（Spadina Road），南邊是加拿大太平洋鐵路，西邊是巴佛士街（Bathurst Street）。多倫多公車局（TTC）的地鐵聖卡拉西站及512號聖卡拉有軌電車線（512 St. Clair）提供公共運輸。

## 歷史

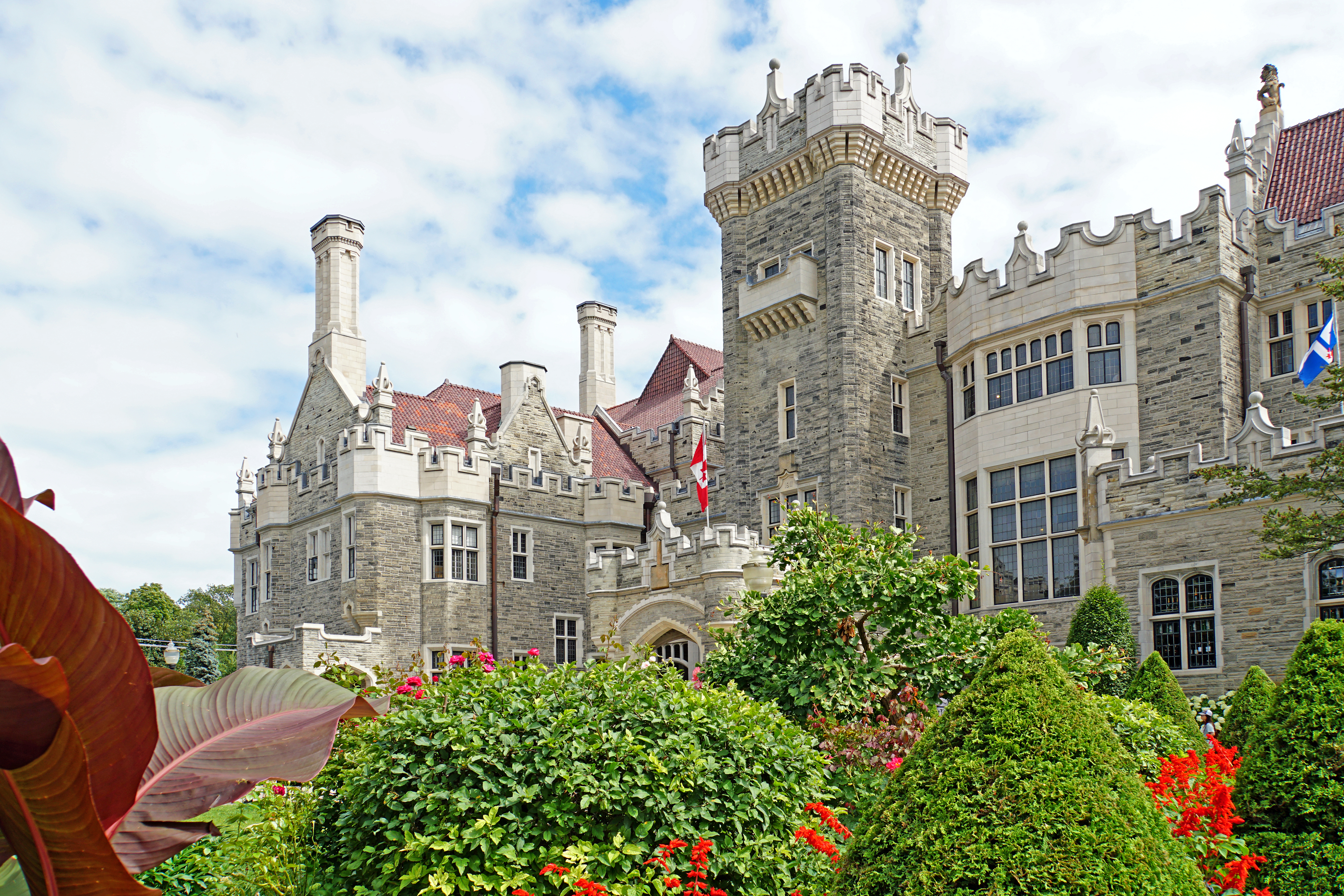
社區的名稱來自社區內的哥德復興式豪宅卡薩羅馬城堡。城堡於1914年竣工。

卡薩羅馬城堡建於1900年代初期，耗資超過300萬加元，僅在建成十年後就被其負債累累的業主出售予市政府。
城堡的突出地位促致了該地區的巨大繁榮，許多富有的居民開設店舖並奠定了現今的社區。

## 人口統計
以下數據僅與人口普查區5350118.00有關。由於該社區的大多數富裕居民，收入分配很有趣。加拿大統計局（Statistics Canada）透過2006年加拿大人口普查收集的收入分配數據表明，有900人的收入低於19,999加元。2006年人口為3,900人，因此，上述收入階層的900人佔該地區人口的23%。
為了承認隨着時間的推移發生的變化，考慮加拿大統計局在2011年加拿大人口普查中收集的數據也很重要。2011年，人口由2006年的人口減少303人至3597人。2011年收入低於19,999加元的社區人數為945。因此，在2006年至2011年期間，人口普查區5350118.00的低收入階層增加了45人。 由於2006 年至2011年人口減少，而低收入階層人數增加，2011年，低收入階層（收入低於19,999加元）佔人口普查區5350118.00人口的26%。

## 外部連結
- City of Toronto - Casa Loma Neighbourhood Profile （页面存档备份，存于）